# Will Young
William Robert "Will" Young (född 20 januari 1979 i Wokingham i Berkshire) är en brittisk sångare och skådespelare. Han fick sitt genombrott när han vann UK Pop Idol 2002 och har sedan dess varit framgångsrik inom musikbranschen.
År 2002 släppte Will sitt debutalbum From Now On som inkluderade hitsinglarna "Evergreen", "Light My Fire" och "You and I". Albumet klättrade snabbt upp till förstaplatsen på UK Album Chart.
Den 1 december 2003 släppte Will sitt andra album Friday's Child som innehöll den populära låten "Leave Right Now". Albumet sålde platina fem gånger i Storbritannien och lyckades även denna gång knipa förstaplatsen på UK Album Chart.
Wills tredje album Keep On släpptes den 21 november 2005. Det blev hans näst mest sålda album, men var det första som inte nådde förstaplatsen. Albumet såldes även i två format, CD och DualDisc. DualDiscen innehöll spåren från albumet på ena sidan, och DVD-material på den andra. 2011 släppte Will albumet Echoes som blev en stor försäljningsframgång, främst i UK. Han är nu aktuell som domare i brittiska "The Voice"

## Diskografi (urval)
Studioalbum
- 2002 – From Now On
- 2003 – Friday's Child
- 2005 – Keep On
- 2008 – Let It Go
- 2011 – Echoes
- 2015 – 85% Proof
- 2019 – Lexicon

EPs
- 2010 – Leave Right Now
- 2016 – Summer Covers

Singlar (topp 10 på UK Singles Chart)
- 2002 – "Anything Is Possible" / "Evergreen" (#1)
- 2002 – "Light My Fire" (#1)
- 2002 – "The Long and Winding Road" (med Gareth Gates) / "Suspicious Minds" (#1)
- 2002 – "Don't Let Me Down" / "You and I" (#2)
- 2003 – "Leave Right Now" (#1)
- 2004 – "Your Game" (#3)
- 2004 – "Friday's Child" (#4)
- 2005 – "Switch It On" (#5)
- 2006 – "All Time Love" (#3)
- 2008 – "Changes" (#10)
- 2011 – "Jealousy" (#5)

Samlingsalbum
- 2009 – The Hits
- 2013 – The Essential